# Illdorf

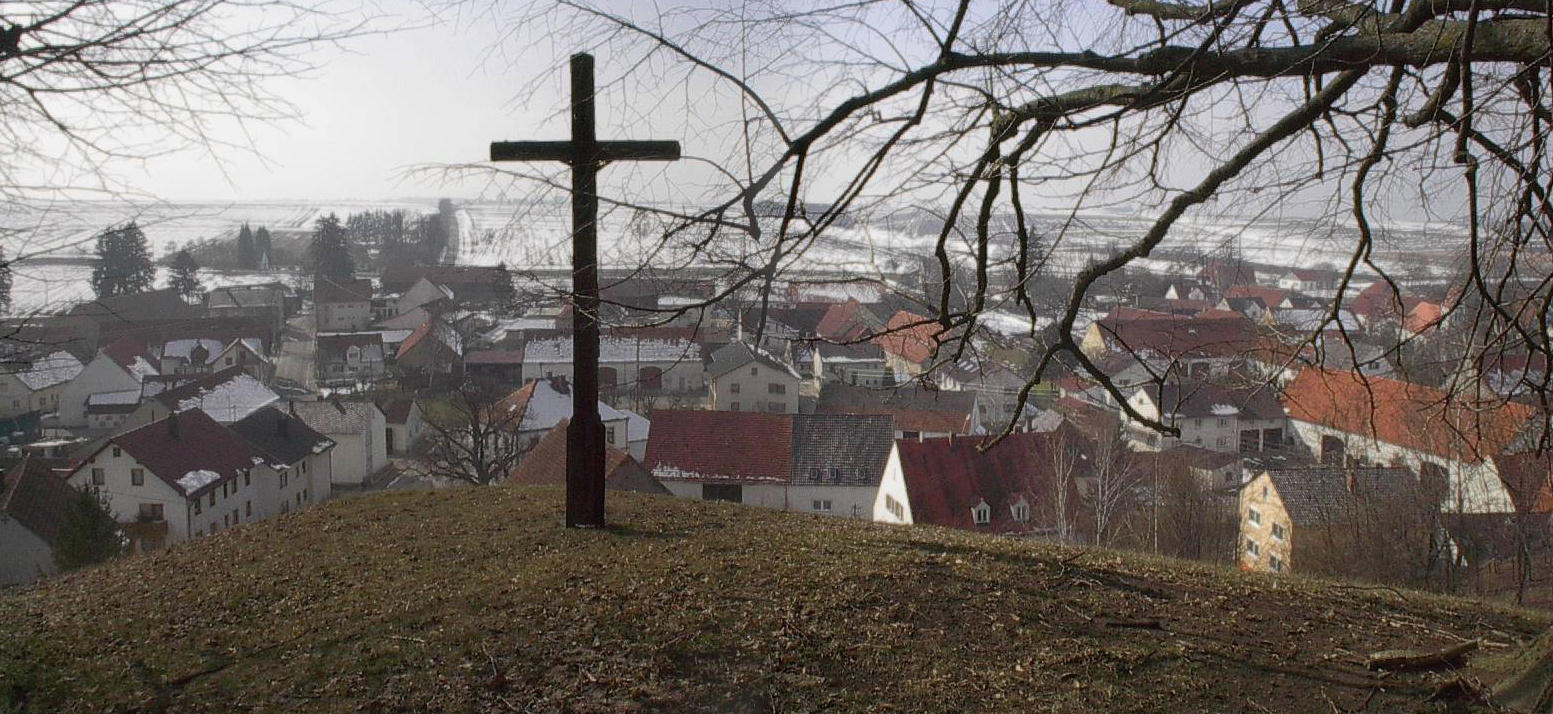
Ein Blick vom Leitenberg auf den Ort

Illdorf ist ein Ortsteil des Marktes Burgheim im oberbayerischen Landkreis Neuburg-Schrobenhausen. Er liegt vier Kilometer südöstlich von Burgheim. Der Ort Illdorf bildete seit 1818 mit Längloh eine eigene Gemeinde und wurde bei der Gebietsreform am 1. Juli 1972 in den Markt Burgheim eingegliedert. Anfang 2017 hatte Illdorf 291, Längloh 38 Einwohner.
Auf dem Weg nach Illdorf liegt auf der einen Seite ein hügeliges Gelände, genannt der Leitenberg, der heute unter Naturschutz steht. Die andere Seite ist durch eine weit auslaufende Ebene gekennzeichnet. Durch den Ort zieht sich fast schnurgerade der Leitenbach.

## Geschichte

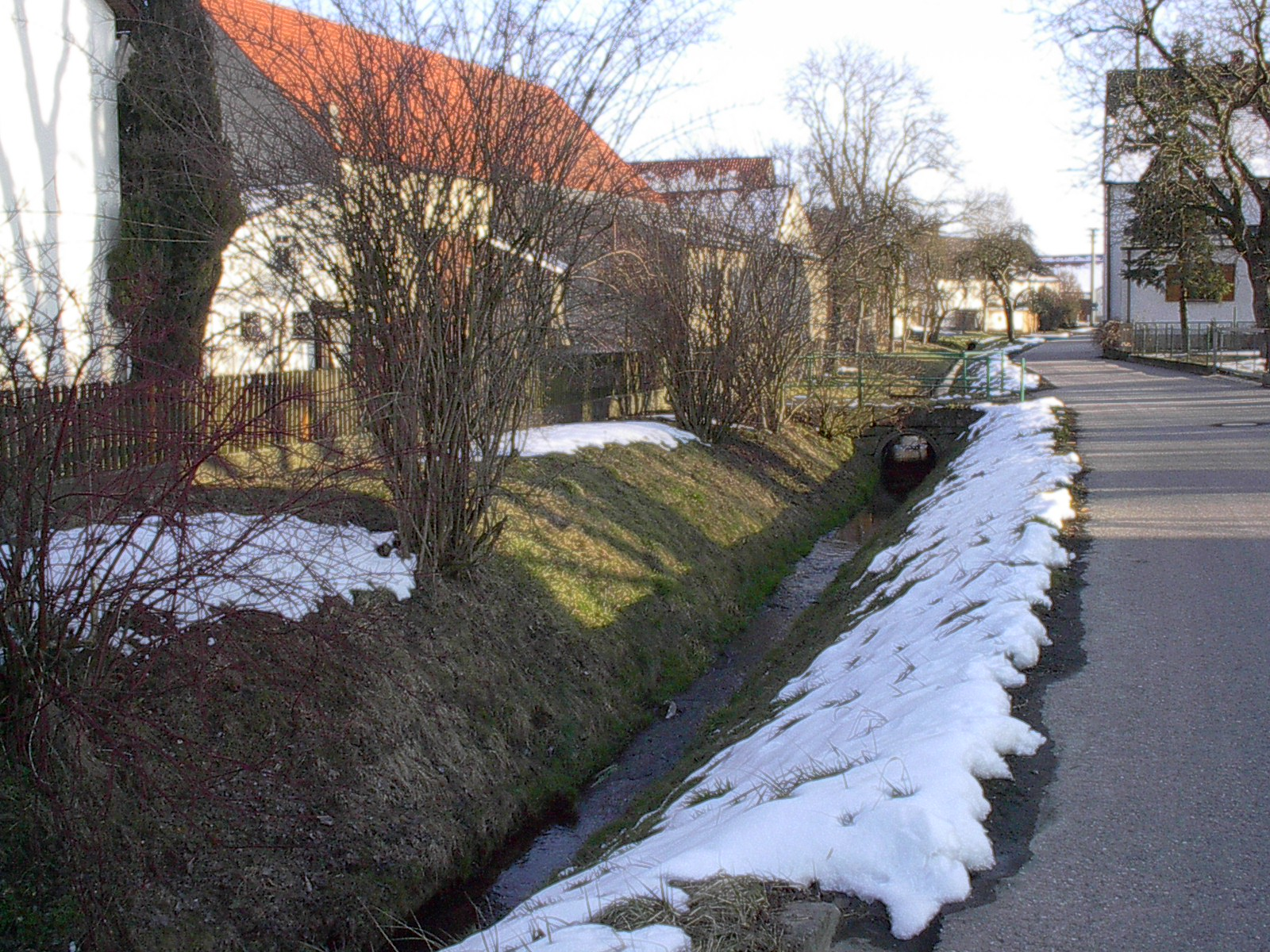
Der Leitenbach gehört zum Dorfbild

Bodenfunde zeigen Besiedlungsspuren in der Jungstein-, der Bronze- und der Römerzeit. 826 wurde Illdorf erstmals in einer schriftlichen Quelle erwähnt. In einer Schenkung an die Kirche von Freising ist von sechs Tagewerken von Illdorf die Rede. Herzog Heinrich IV. von Bayern, der spätere Kaiser Heinrich II., schenkte einen Hof an das neu gegründete Benediktinerinnenkloster in Neuburg. Die Besitzungen des Ortes waren weit verstreut; viele Güter gelangten an die Grafen von Lechsgemünd-Graisbach, die zahlreiche Höfe an die in ihrem Dienst stehenden Ritter von Straß verliehen.
1240 wurde das Zisterzienserinnenkloster Niederschönenfeld gegründet. Ritter Bertold von Straß schenkte am 14. Februar 1315 dem neuen Kloster die Illdorfer Kirche. Sie blieb dort bis zur Säkularisation im Jahre 1803. Damit stand dem Kloster auch der Zehnt zu. Um 1800 zählte Illdorf 17 Anwesen.
In den Jahren 1959/60 wurde als erstes die Straße nach Burgheim asphaltiert, später die nach Holzkirchen. 1962/63 wurde die Kanalisation gebaut und 1968 die Ortsstraßen asphaltiert. Aber von einer zentralen Wasserversorgung wollten die Illdorfer zu dieser Zeit noch nichts wissen.
„Wir liegen so abseits, dass wir weder eine Staatsstraße, noch eine Kreisstraße besitzen, deshalb haben uns die Straßenlasten besonders hart getroffen“, kommentierte damals der letzte Bürgermeister Josef Jester. Nach sechs Jahren Amtszeit als Bürgermeister wurde sein Ort am 1. Juli 1972 in den Markt Burgheim eingemeindet.
Die Schule in Illdorf wurde einklassig geführt und das Schulgebäude war 1968 etwa hundert Jahre alt. Es wurde allerdings nichts mehr investiert, da der Ort in den Schulverband Burgheim eingegliedert werden sollte.

## Kirche
Die Filialkirche St. Maria in Längloh gehört zur Pfarrei St. Elisabeth in Dezenacker, Pfarreiengemeinschaft Sinning.

## Ein Kampfflugzeug stürzt ab

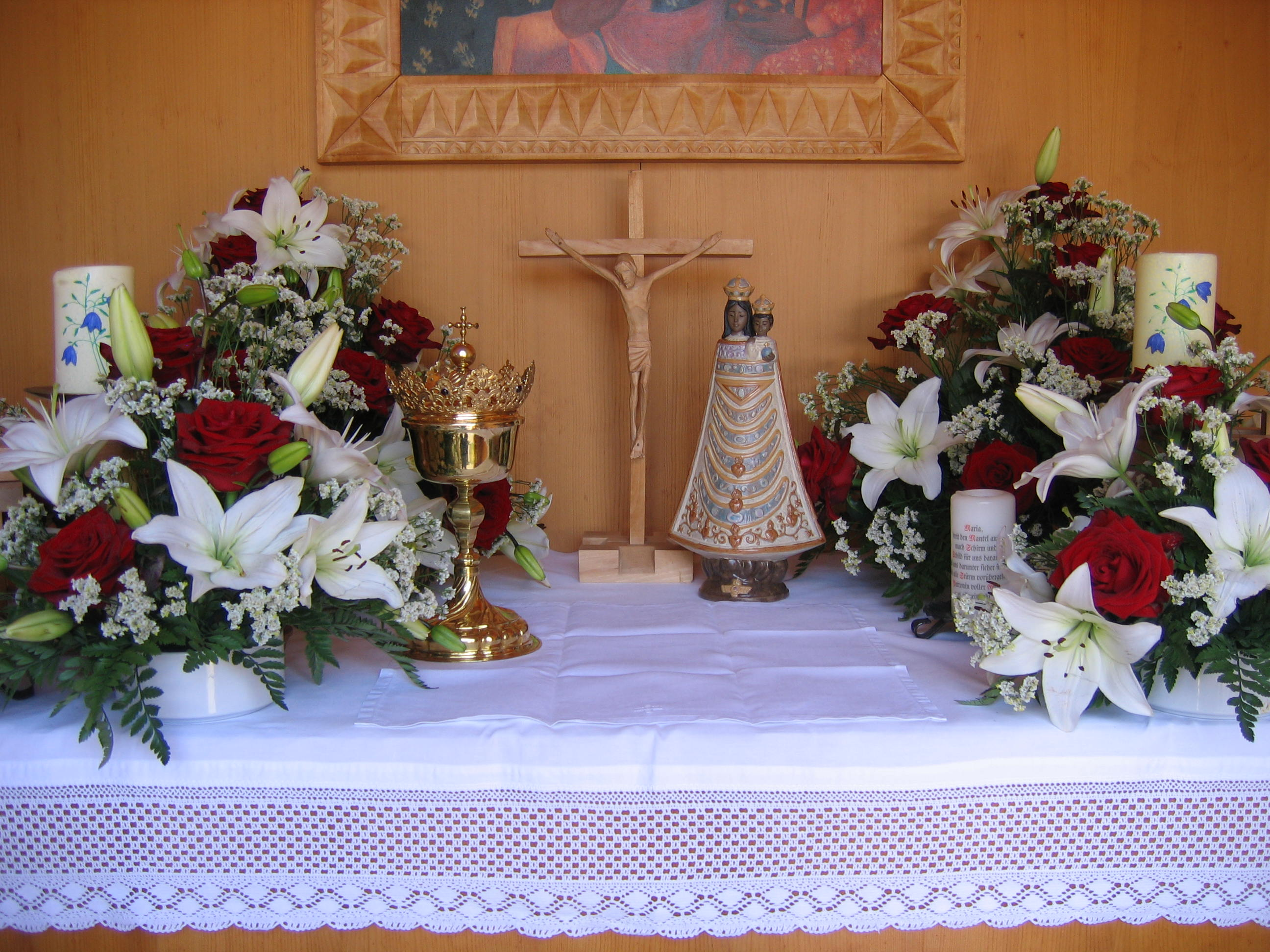
Der Kapellen-Altar, in der Mitte die Loretto-Madonna des Piloten

Am 30. Mai 2005 stürzte ein einsitziges spanisches Militärflugzeug „Dassault Mirage F1“ bei Illdorf ab. Es war um 8.30 Uhr vom Zeller Flugplatz bei Neuburg im Rahmen einer NATO-Übung gestartet. Wenige Minuten nach dem Start stieg Rauch aus dem Flugzeug, der 27-jährige Pilot rettete sich mit dem Schleudersitz und landete in der unmittelbaren Nähe der Marienkapelle bei Illdorf. Die Maschine stürzte zwischen Illdorf und Eschling ab und bohrte sich 15 Meter in den Boden.
Der Pilot Hauptmann Teniente Ricardo Vidal Diaz hatte drei Wirbel gebrochen und musste ins Krankenhaus nach Ingolstadt gebracht werden. Tote und Gebäudeschäden gab es nicht.
Am 9. September 2005 kam der Pilot zu einem Dankgottesdienst an die Madonnakapelle nach Illdorf. Im Namen des spanischen Militärs überreichte Pilot Diaz eine Mutter-Gottes-Statue, die Pfarrer Werner Dippel segnete und in die Kapelle verbrachte. Die Statue ist ein Abbild der berühmten Maria Loretto, der Schutzpatronin der spanischen Luftwaffe. In allen spanischen Militärmaschinen befindet sich in den Cockpits ein Bild der heiligen Mutter Maria. Das Bild von der Absturzmaschine fand Wochen später eine Bäuerin.

## Die letzten Kriegstage 1945

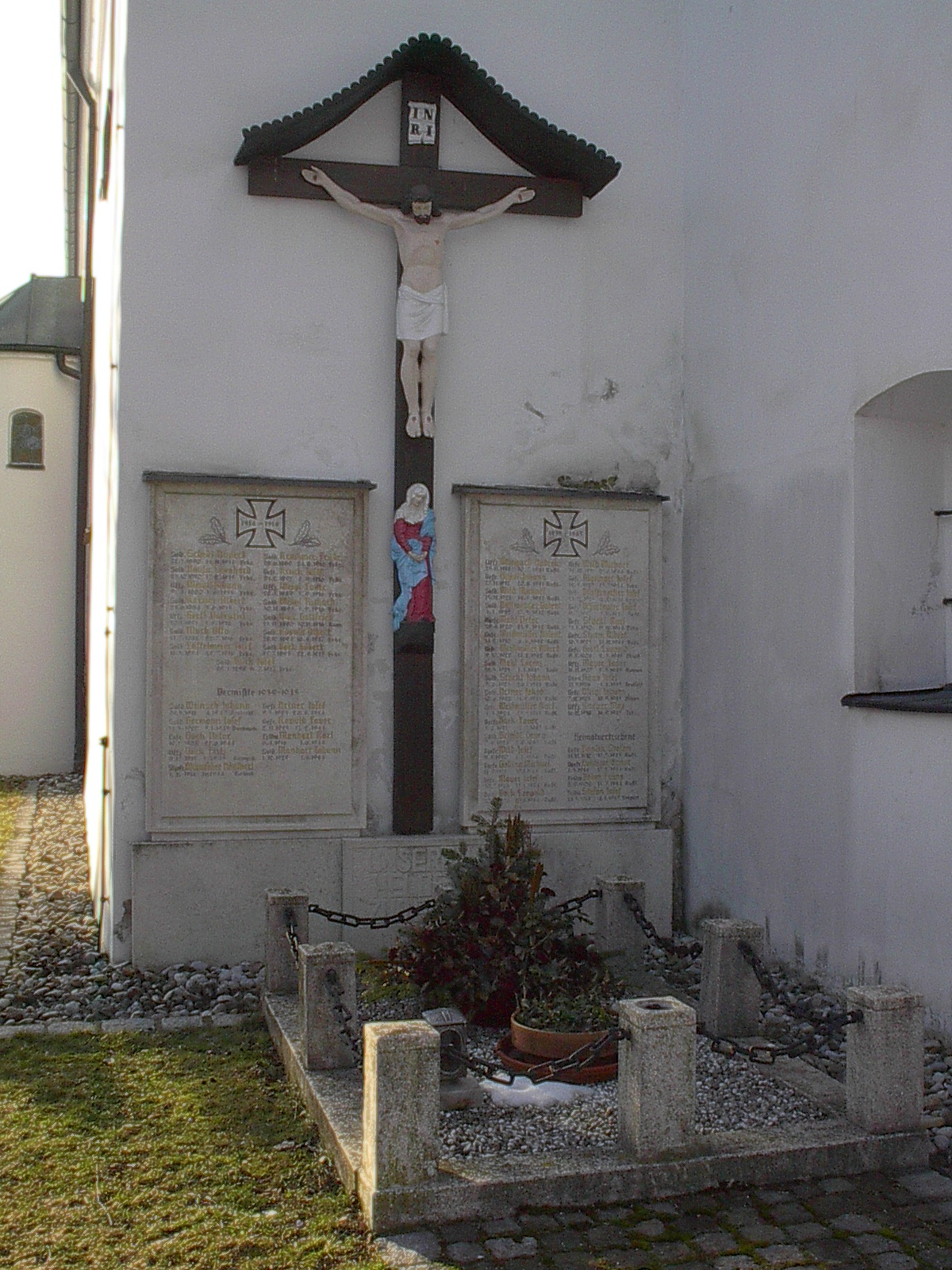
Denkmal in Illdorf für die Opfer der beiden Weltkriege

Die letzten Kriegstage hinterließen ihre Spuren auf besonderer Weise und in manchen Orten besonders hart. Dazu zählt auch der Ort Illdorf. Pfarrer Karl Nold, der von 1935 bis 1946 die Pfarrei Illdorf betreute, machte Aufzeichnungen darüber und hinterlässt damit einen besonders genauen Eindruck von dem grauenhaften Geschehen.
Umsichtige Männer, vor allem Albert Sturm, Hs. Nr. 8 und Anton Meier, Hs. Nr. 58 gruben hinter dem Anwesen von Anton Meier in einem Zeitraum von drei Wochen einen Bunker in den Berg. „Hätten wir diesen nicht gehabt, hätte es viele Tote gegeben.“
Es war der 26. April 1945. Die Amerikaner erreichten den Donauübergang. In Illdorf musste die „Ewige Anbetung“ auf unbestimmte Zeit verschoben werden. Der Seelsorger baute noch weiter vor und vergrub das „Allerheiligste Sakrament“ in aller Herrgottsfrüh einen Meter tief in den Boden, denn er hatte Angst vor Phosphorbrandbomben.
Am 26. April 1945 nachmittags schlugen bereits die ersten Artilleriegeschosse ins Dorf. Die meisten Einschläge gingen in den Bergranken zwischen „Jacklbauer“ und „Dodlbauer“. Gerade hier hatten fünf Familien ihre Bunker gegraben. Jetzt blieb nichts übrig, als die Familien trotz des gefährlichen Granatfeuers herauszuholen und in den großen Bergbunker zu bringen. Dieser war wesentlich sicherer, da er von zehn Meter dicker Erde umgeben war.
Die Nacht auf den 27. April war eine schreckliche. Die Einschläge waren so zahlreich, dass man meinen konnte, es würde kein Haus mehr stehen. Aber der Schaden war zum Glück doch wesentlich geringer. Nur der Schmied gegenüber dem Pfarrhaus und der „Jacklbauer“ Hs. Nr. 16 waren sehr stark geschädigt. Die Kampfpause benützte ich, um schnell eine heilige Messe zu lesen.
Die deutsche Artillerie hatte sich bei der Einöde Ziegler direkt vor dem Hof verschanzt. Ein amerikanischer Spähtrupp wollte jetzt von Burgheim nach Illdorf wegen der Übergabe. Doch die deutsche Artillerie schoss nochmals mit aller Kraft, so dass der Spähtrupp etwa 25 Tote hatte. Die Antwort kam umgehend zurück, die Amis schossen nun aus allen Rohren gegen das Dorf. Im letzten Moment entstand nochmals ein erheblicher Schaden im Dorf.
Durch die Brandmunition stand der gesamte Stadel vom „Hausbauern“ in wenigen Minuten in Flammen. Der Pfarrer wollte sofort Männer aus dem Bergbunker holen, um zu helfen, doch niemand traute sich bei dem Kugelhagel heraus. Erst später kamen Männer um wenigstens das Vieh zu retten. Das Feuer griff um sich, Der Stadel vom „Heiligenbauer“ und der Stadel vom „Danna“ Hs. Nr. 1 gingen ebenfalls in Flamen auf.
Die Amerikaner hatten sich inzwischen auf Illdorf vorgemacht und die Leute kamen aus den Bunkern. Die Amerikaner waren fair und erlaubten sofort, das Feuer zu löschen, nur so ist es zu verstehen, wenn die Wohnhäuser gerettet werden konnten.
Und nochmals gab ein verantwortungsloser Artillerieoffizier bei der Einöde Ziegler einen Schuss, der einen amerikanischen Soldaten schwer verletzte. Und die Reaktion, die Amerikaner schossen auf das Gebäude von Ziegler, das auch in Brand geriet, zum Glück konnte auch hier das Wohnhaus gerettet werden.
Im Anwesen vom Schmid sowie vom Stadel vom Wirt und im Garten vom „Berglschuster“ landeten Volltreffer, die auch das Dach vom Pfarrhaus stark verschoben. Die meisten Fensterscheiben waren eingedrückt und die Granatsplitter schlugen durch die geschlossenen Fensterläden. Die neu renovierte Kirche erhielt in der rechten Giebelwand einen Einschlag, zwei Kubikmeter Mauerwand wurde abgerissen, vom Kirchendach 500 Dachziegel zerschlagen und die beiden Glasfenster im Chor zertrümmert.
Als Todesopfer war Josef Würmseher, ein Gastwirt aus Ludwigshafen, der sich bei Verwandten in der Mühle aufhielt, zu beklagen.

## Verdiente Persönlichkeiten

### Ehrenbürger Dekan Sebastian Fend

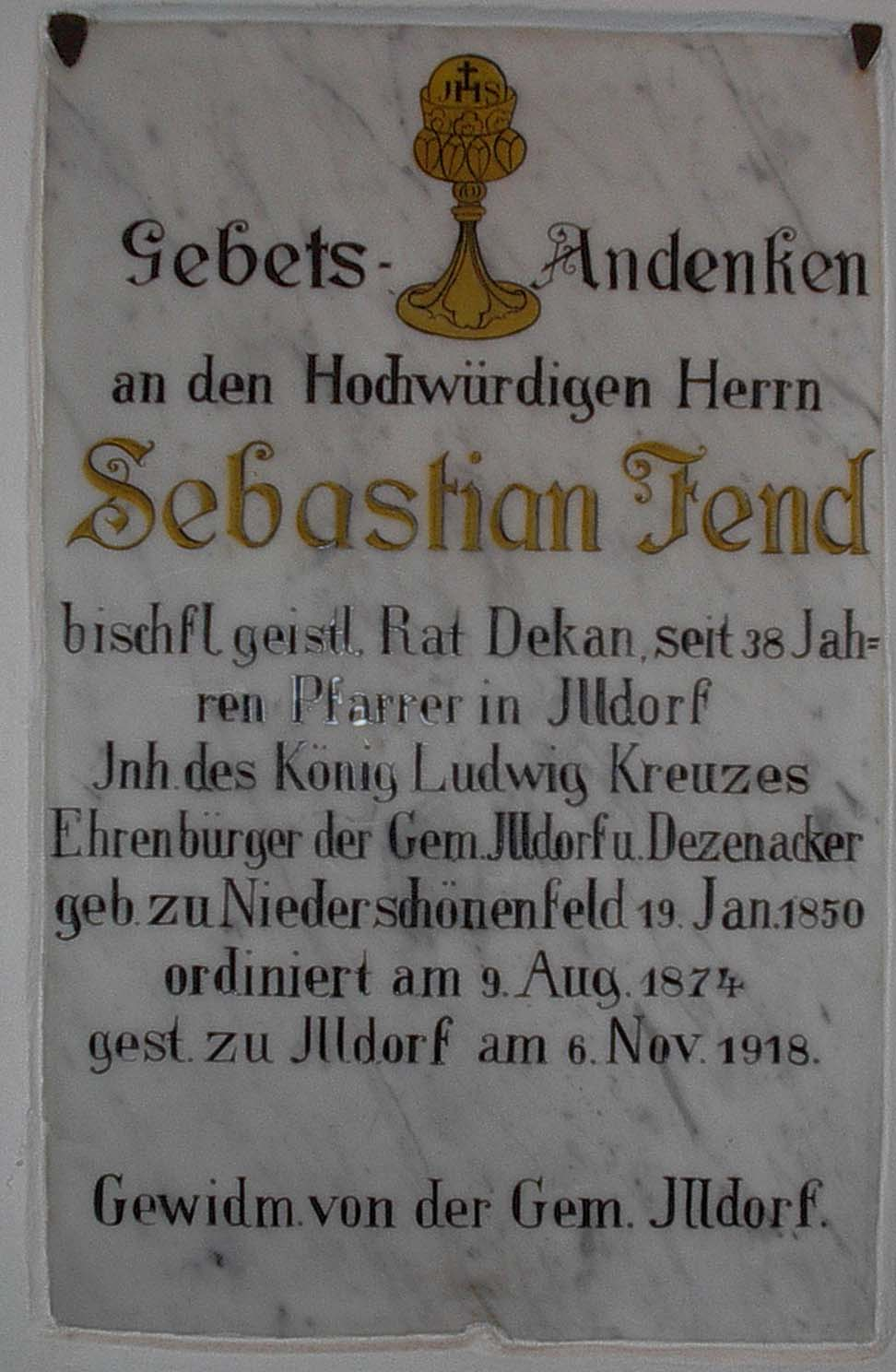
Gedenktafel an Pfarrer Fend in der Kirche in Illdorf

Fend wurde am 19. Januar 1850 in Niederschönenfeld geboren. Am 9. August 1874 wurde er zum Priester geweiht. Jetzt begann für den Neupriester eine Wanderschaft. Die erste Kaplanstelle trat er am 19. September 1874 in Steingaden an, als Expositus in Langenbruck, Pfarrei Fahlenbach, wurde er am 23. September 1876 eingesetzt. Ab 3. März 1877 war er im Illdorfer Nachbarort Wengen als Benefiziums-Vikar tätig und ab 29. November 1879 als Kaplan in Bernbach (Oberdorf). Am 14. Oktober 1880 übernahm er die Pfarrei Illdorf. Er hatte sich unter den Geistlichen ein großes Ansehen erworben. Der Bischof ernannte ihn zum Bischöflichen Geistlichen Rat, seine Mitbrüder wählten ihn zum Dekan des Landkapitels Rain. Er gehörte der Grießmayerischen Buchdruckerei als Gesellschafter an.
38 Jahre residierte Pfarrer Fend in Illdorf. In seine Amtszeit fällt die Einweihung des Friedhofs und der Kapellenbau im Friedhof, aber auch eine große Renovierung im Innern der Kirche.
Für seine Verdienste zeichnete ihn König Ludwig III. mit dem König Ludwig-Kreuz aus. Die Gemeinden Illdorf und Dezenacker ernannten ihn zum Ehrenbürger.
Pfarrer Fend verstarb am 6. November 1918 im Alter von 68 Jahren an Herzversagen. „Als Mensch wie als Seelsorger hatte er sich die Liebe und Freundschaft nicht nur seiner Pfarrgemeinde, sondern aller, die mit ihm in Verkehr traten gesichert“, schrieb damals die Heimatzeitung. In der Todesanzeige war zu lesen: „Eifrig und gewissenhaft sorgte er für das Seelenheil seiner Pfarrkinder, viele Mühe verwendete er für die Renovierung unserer Kirche. Unermüdlich war er auch tätig für das Wohl der Gemeinde, stets hilfsbereit in allen Dingen.“

### Pfarrer Kaspar Schlicker
Über diesen Geistlichen sind nur ein paar Daten vorhanden. Ihm wurde eine Gedenktafel gesetzt, weil er ein großer Wohltäter für arme Schulkinder mehrerer Gemeinden war.
- Geboren 1749 zu Kühbach. Er war von 1801 bis 1813 Pfarrer von Illdorf. Seit 29. September 1784  Pfarrer in Feldheim, ging er vermutlich schon 1786 nach Illdorf.[3]